# Liga Leumit 1977-1978 (pallacanestro)
La Liga Leumit 1977-1978 è stata la 24ª edizione del massimo campionato israeliano di pallacanestro maschile. La vittoria finale è stata ad appannaggio del Maccabi Tel Aviv.

## Regular season
|  |     | Squadra                 | G  | V  | P  | PF   | PS   | PF/PS | Pt | Qualificazione            |
|  | --- | ----------------------- | -- | -- | -- | ---- | ---- | ----- | -- | ------------------------- |
|  | 1.  | Maccabi Tel Aviv        | 22 | 20 | 2  | 2166 | 1656 | +510  | 42 | playoffs                  |
|  | 2.  | Hapoel Ramat Gan        | 22 | 18 | 4  | 2019 | 1671 | +348  | 40 | playoffs                  |
|  | 3.  | Hapoel Tel Aviv         | 22 | 17 | 5  | 2171 | 1838 | +333  | 39 | playoffs                  |
|  | 4.  | Hapoel Haifa            | 22 | 17 | 5  | 1938 | 1764 | +174  | 39 | playoffs                  |
|  | 5.  | Hapoel Gvat/Yagur       | 22 | 13 | 9  | 1796 | 1818 | -22   | 35 | playoffs                  |
|  | 6.  | Maccabi Ramat Gan       | 22 | 12 | 10 | 1638 | 1722 | -84   | 34 | playoffs                  |
|  | 7.  | Hapoel Afula            | 22 | 9  | 13 | 1677 | 1825 | -148  | 31 |                           |
|  | 8.  | Elitzur Tel Aviv        | 22 | 8  | 14 | 1693 | 1838 | -145  | 30 |                           |
|  | 9.  | Beitar Tel Aviv         | 22 | 6  | 16 | 1617 | 1718 | -101  | 28 |                           |
|  | 10. | Mac. Darom Tel Aviv     | 22 | 6  | 16 | 1735 | 1943 | -208  | 28 |                           |
|  | 11. | H. Giv'at Brenner/Na'an | 22 | 4  | 18 | 1734 | 1939 | -205  | 26 | retrocesse in Liga Artzit |
|  | 12. | Maccabi Haifa           | 22 | 2  | 20 | 1558 | 2010 | -452  | 24 | retrocesse in Liga Artzit |

## Girone finale
|    | Squadra           | G  | V  | P  | PF   | PS  | PF/PS | Pt |
| -- | ----------------- | -- | -- | -- | ---- | --- | ----- | -- |
| 1. | Maccabi Tel Aviv  | 10 | 10 | 0  | 1083 | 842 | +241  | 20 |
| 2. | Hapoel Gvat/Yagur | 10 | 6  | 4  | 920  | 918 | +2    | 16 |
| 3. | Hapoel Tel Aviv   | 10 | 5  | 5  | 914  | 942 | -28   | 15 |
| 4. | Hapoel Haifa      | 10 | 5  | 5  | 869  | 922 | -53   | 15 |
| 5. | Hapoel Ramat Gan  | 10 | 4  | 6  | 890  | 880 | +10   | 14 |
| 6. | Maccabi Ramat Gan | 10 | 0  | 10 | 827  | 999 | -172  | 10 |

## Squadra vincitrice
|    | Naz.                                        | Ruolo | Sportivo       | Anno | Alt. |  |  |
| -- | ------------------------------------------- | ----- | -------------- | ---- | ---- |  |  |
| 4  | Stati Uniti (bandiera) · Israele (bandiera) | C     | Eric Minkin    | 1950 | 202  |  |  |
| 5  | Stati Uniti (bandiera) · Israele (bandiera) | G     | Bob Griffin    | 1950 | 180  |  |  |
| 6  | Stati Uniti (bandiera) · Israele (bandiera) | G     | Tal Brody      | 1943 | 186  |  |  |
| 7  | Israele (bandiera)                          | P     | Motti Aroesti  | 1954 | 187  |  |  |
| 8  | Israele (bandiera)                          | A     | Shuki Schwartz | 1954 | 198  |  |  |
| 9  | Israele (bandiera)                          | G     | Miki Berkovich | 1954 | 192  |  |  |
| 10 | Israele (bandiera)                          | PG    | Eyal Yaffe     | 1960 | 186  |  |  |
| 11 | Israele (bandiera)                          | G     | Hanan Keren    | 1952 | 190  |  |  |
| 12 | Stati Uniti (bandiera) · Israele (bandiera) | AG    | Lou Silver     | 1953 | 203  |  |  |
| 13 | Israele (bandiera)                          | C     | Hanan Indibo   | 1951 | 199  |  |  |
| 14 | Stati Uniti (bandiera)                      | C     | Bob Fleischer  |      | 200  |  |  |
| 15 | Stati Uniti (bandiera)                      | AG    | Jim Boatwright | 1951 | 203  |  |  |
| 16 | Israele (bandiera)                          | C     | Dani Shaby     |      | 205  |  |  |
|    | Stati Uniti (bandiera)                      | C     | Aulcie Perry   | 1950 | 208  |  |  |
|    | Israele (bandiera)                          | ALL   | Ralph Klein    |      |      |  |  |